# Ivo Heuberger
Ivo Heuberger (* 19. Februar 1976 in Altstätten) ist ein ehemaliger Schweizer Tennisspieler.
Ab 1995 nahm er als Profispieler an den Turnieren der ATP teil. Er wurde eine Zeit lang von Tarik Benhabiles trainiert.
Seine beste Platzierung in der Weltrangliste erreichte er Anfang Mai 2002, als er bis auf Platz 102 vorstiess. Nach zahlreichen Verletzungen ist er in der Rangierung zurückgefallen.
Heuberger gehörte von 1997 bis 1999 und dann noch einmal 2004 der Schweizer Davis-Cup-Mannschaft an und war zeitweise Ersatzkapitän des Schweizer Teams. Von acht Einzelmatches gewann er eines. Seinen Platz im Team nahm Michel Kratochvil ein.